# Aurélie Casse
Pour les articles homonymes, voir Casse.
Aurélie Casse, née le 14 juin 1986 à Alfortville, est une journaliste française de télévision. Entre 2015 et 2023, elle exerce notamment sur BFM TV et depuis 2023, sur les chaînes du groupe public France Télévisions.

## Biographie

### Formation
Elle est née d'un père mauricien et d'une mère française, le 14 juin 1986 à Alfortville dans le Val-de-Marne. Elle obtient un baccalauréat scientifique puis fait des études de droit.

### Carrière
Aurélie Casse commence sa carrière en 2014 à LCI puis s'oriente vers I-Télé en 2015. Elle rejoint durant la même année BFM TV.
De la rentrée 2017 à la mi-mars 2018, elle rejoint, en semaine, le Non Stop (9 h – 12 h) avec Damien Gourlet, remplaçant Roselyne Dubois. En 2018, elle reprend la matinale Week-end Première (6 h – 10 h) le samedi et le dimanche aux côtés de Stefan Etcheverry. En 2019, Perrine Storme la remplace à la matinale Week-end Première (6 h – 10 h) et elle reprend la tranche 21 h – 22 h du lundi au jeudi avec les émissions Ligne rouge (le lundi) et Le dézoom (du mardi au jeudi). En 2020, avec Ligne rouge et Le dézoom, elle présente BFM Story le vendredi de 17 h à 19 h. En 2021, elle continue Ligne rouge et BFM Story le vendredi et coprésente avec Natacha Polony du lundi au jeudi Polonews, de 20 h à 21 h, et BFM News (anciennement Le dézoom) de 21 h à 22 h. En septembre 2021, elle présente le débat entre Jean-Luc Mélenchon et Éric Zemmour>.
Le 20 juin 2023, elle quitte BFM TV pour rejoindre France 5 et animer C l'hebdo à la rentrée en remplacement d'Ali Baddou.
Elle rejoint également à la rentrée de septembre 2023 l’équipe des chroniqueurs de C à vous du lundi au mercredi en remplacement d’Émilie Tran Nguyen, toujours présente le jeudi et le vendredi, mais quitte l'équipe des chroniqueurs dès janvier 2024.
En 2023, elle joue son propre rôle dans la série Lupin de Netflix.
Le 31 décembre 2023, elle coanime La Grande Soirée du 31 de Paris sur France 2, avec plusieurs animatrices et animateurs de la chaîne.
Pendant le Festival de Cannes 2025, elle remplace Anne-Élisabeth Lemoine à la présentation de C à vous sur France 5.

## Filmographie
- 2023 : Medellín de Franck Gastambide : elle-même
- 2023 : Lupin : elle-même